# Revierpark Nienhausen

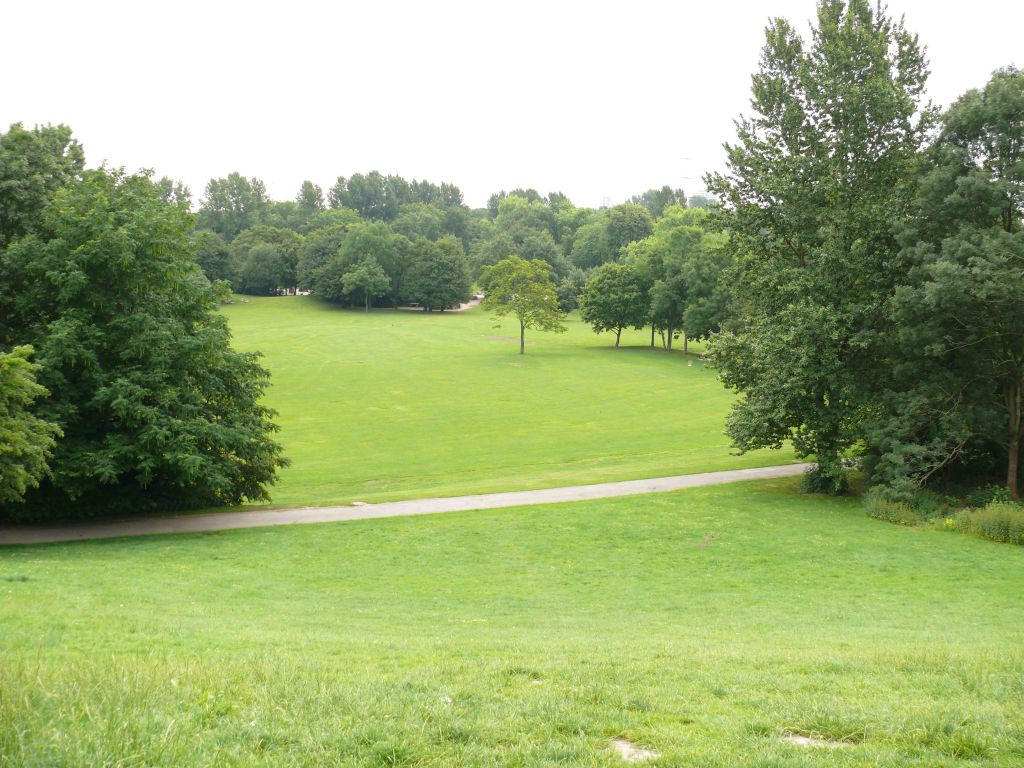
Parklandschaft

Der Revierpark Nienhausen ist eine der ältesten Grünanlagen im Ruhrgebiet. Die etwa 30 Hektar große Parkanlage mit verschiedenen Freizeiteinrichtungen und dem „Gesundheitspark“ liegt westlich der Gelsenkirchener Innenstadt im Stadtteil Feldmark an der Stadtgrenze zu Essen-Katernberg. Gemäß Regionalplan Ruhr gehört die 1972 eröffnete Anlage zu den regional bedeutsamen Kulturlandschaftsbereichen.

## Geschichte

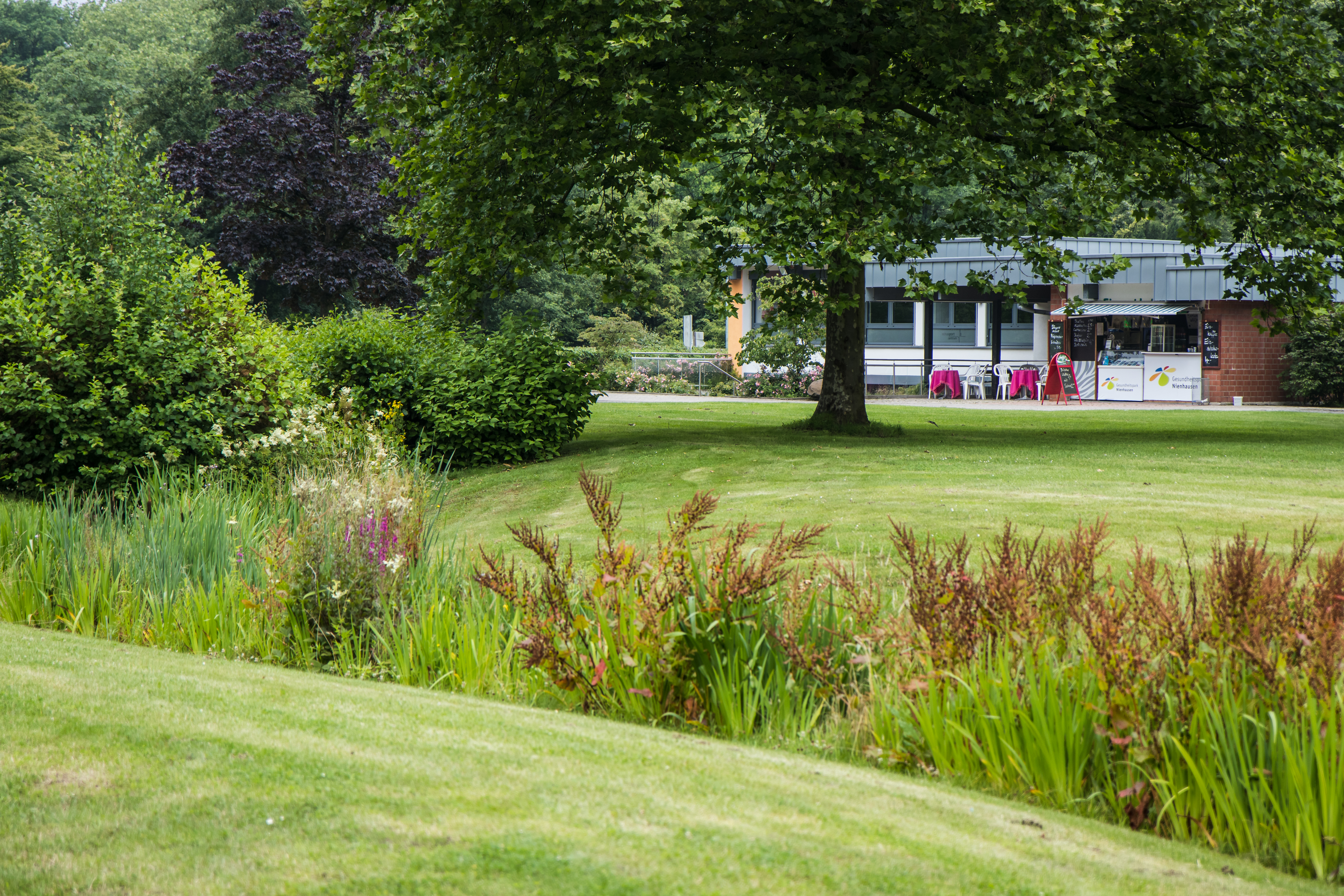
Kiosk in Bungalowarchitektur und Parkgelände

Der Park liegt auf dem Gelände des ehemaligen Gutes Nienhausen, das dessen Eigentümer Ernst Nienhausen bereits 1914 zum Teil an die Zeche Zollverein verkauft hatte. Teile eines in den 1920er entstandenen Waldparks mit Gastronomie, Bootsteich und Wegen sind bis in die Gegenwart erhalten und Teil der Anlage. Das restliche Gelände erwarb das Land NRW 1968 und veräußerte es weiter an die Stadt Gelsenkirchen.
Der Revierpark war der zweite von fünf realisierten Anlagen dieses Typs im Ruhrgebiets. Mit Beginn der Planung wurde 1969 eigens die Revierpark Nienhausen GmbH gegründet; Bauherr war der Siedlungsverband Ruhrkohlenbezirk, auf dessen Freizeitkonzept die Anlage zurückgeht.
Die Freiraumplanung stammt von Heinz Hermann Eckebrecht aus Kelkheim, für die Bauten zeichnete der Architekt Friedhelm Flöttmann verantwortlich.
Betreiber des Revierparks war bis 2017 Revierpark Nienhausen GmbH. Diese ging 2017 in der Freizeitgesellschaft Metropole Ruhr mbH auf, an der der Regionalverband Ruhr mit 64,1 %, die Städte Gelsenkirchen und Essen mit jeweils 2,7 % sowie weitere Städte der Region beteiligt sind.

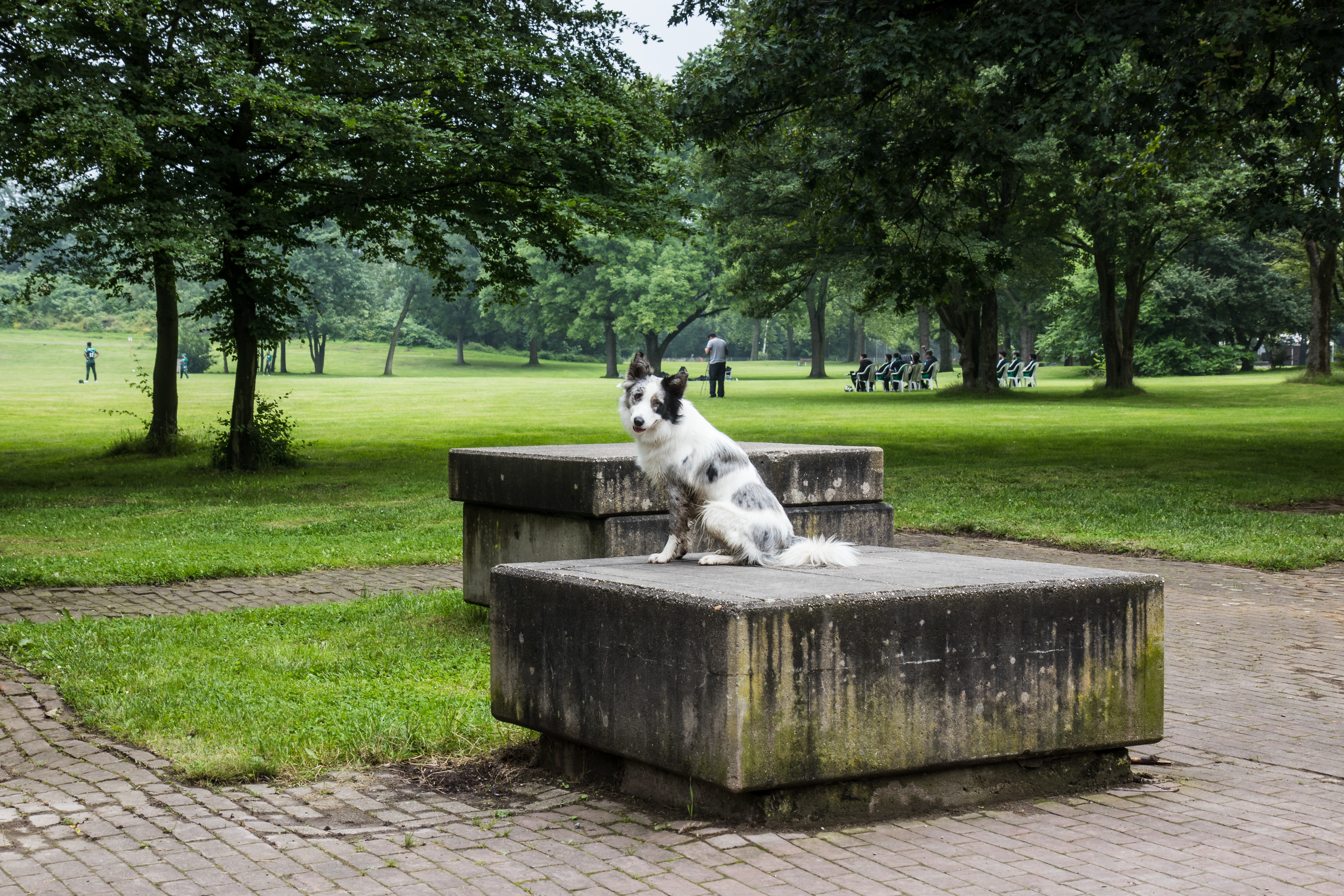
Charakteristische Sitzbereiche aus Beton aus den 1970er Jahren

Die vorhandenen Bade- und Saunaanlagen wurden 2009 bis 2011 umfassend saniert und unter dem Namen „Gesundheitspark Nienhausen“ konzeptionell neu ausgerichtet. Die Schwerpunkte liegen seitdem auf Fitness, Wellness und Gesundheitsangeboten.
Im Rahmen der Regionalplanung soll das Kulturlandschaftsgefüge bewahrt bleiben und „insbesondere [… die] Freiräume mit den ursprünglichen Elementen der 1970er Jahre“ erhalten werden. Darüber hinaus soll die Planungsidee als Freizeit- und Naherholungsanlage weiterentwickelt werden. Das durch den Europäischen Fonds für regionale Entwicklung geförderte Revitalisierungsprogramm unter dem Titel Revierparks 2020 sieht ab 2021 Erweiterungen wie einen Themenspielplatz, Wasserspiele und einen neuen Aussichtspunkt vor.

## Einrichtungen

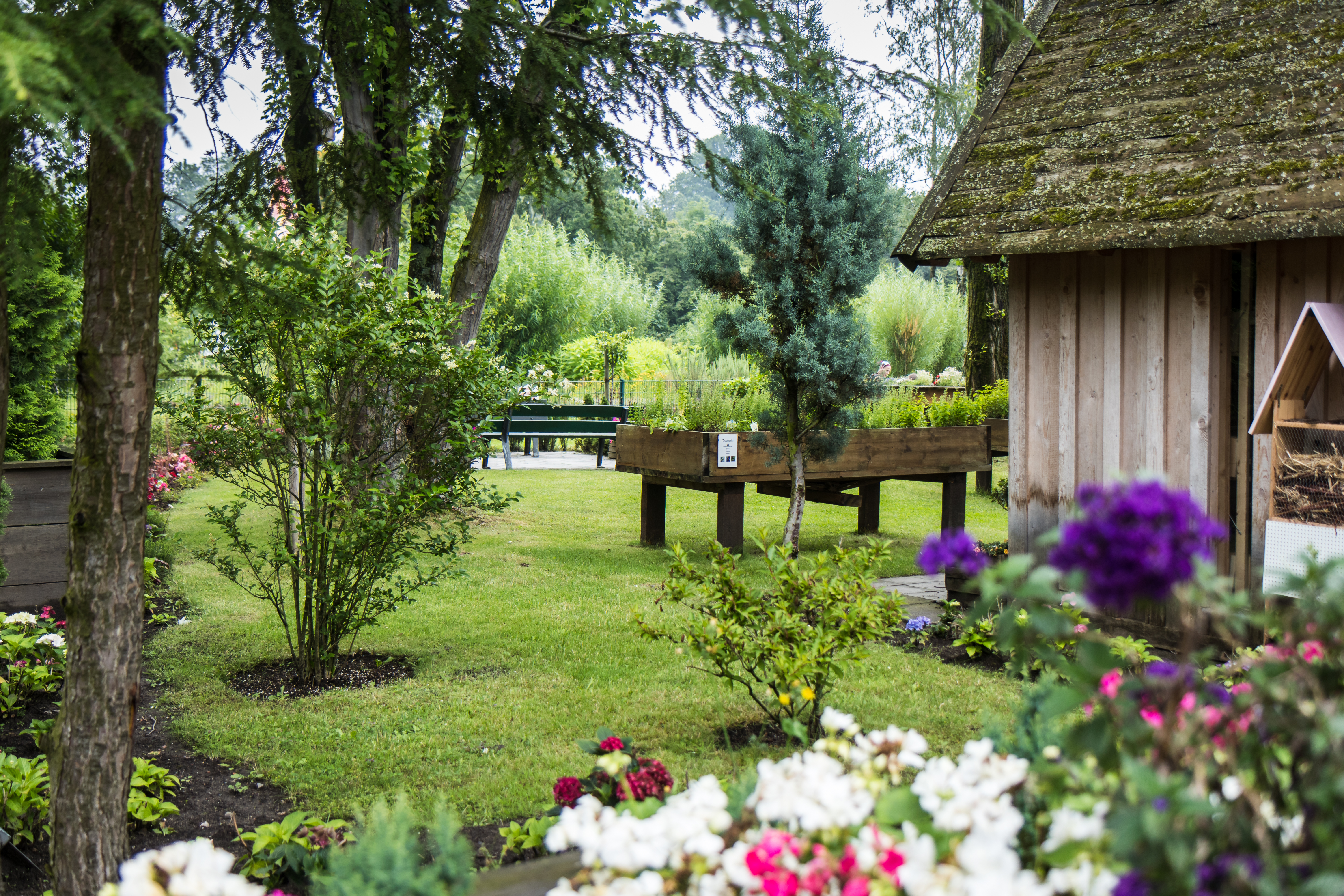
Demenzgarten

Zu den originalen Bestandteilen des Revierparks gehörte bereits das Freibad, eine Saunaanlage, Spielplätze und eine Reihe von baulichen Elementen. Das Schwimmbad, ein Freizeithaus und ein Kiosk wurden in zeittypischer Bungalowarchitektur ausgeführt, die durch „charakteristische schwarze Flachdächer“ geprägt ist. Diese Gebäude und die wesentliche Landschaftsgestaltung sind bis in die Gegenwart erhalten. Dazu gehören auch im Park verstreute quadratische Sitzelemente aus Beton und ein Kneippbecken im östlichen Bereich des Parks.

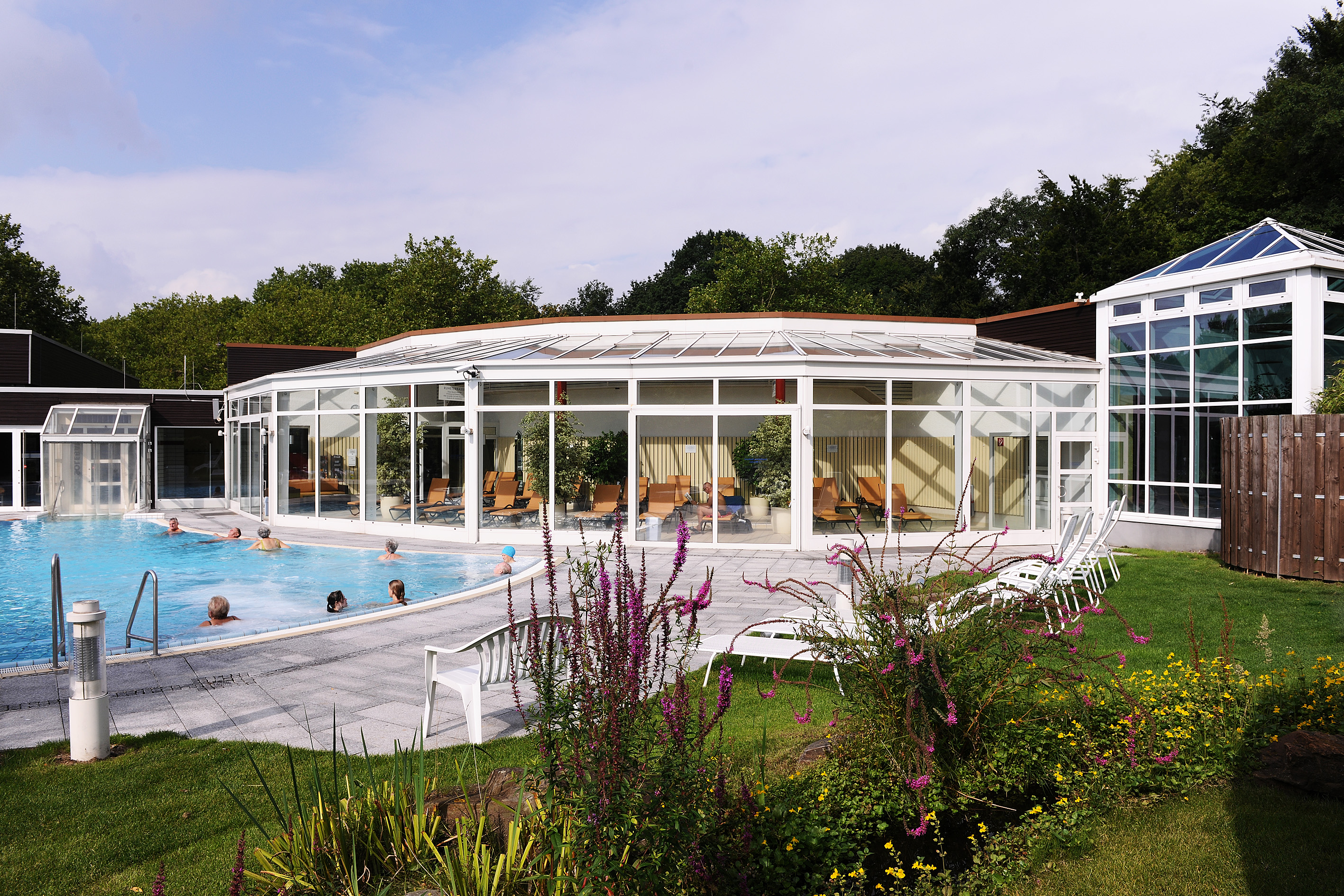
Außenbecken des Solebads

Die ganzjährig kostenlos geöffnete Parklandschaft bietet neben dem alten Baumbestand, Spazierwegen und Wiesen mehrere Spielplätze, einen Basketballplatz, Tischtennisplatten, einen Wasserspielplatz sowie eine Minigolfanlage. Das Seminarzentrum verfügt über Räume zur Durchführung von Tagungen und Betriebsveranstaltungen.
Die in den 1980ern aufgegebene Parkeisenbahn wurde im Frühjahr 2022 erneut in Betrieb genommen.
Zu dem seit 2011 modernisierten „Gesundheitspark“ gehört ein Frei- und Wellenbad, eine große Sauna- und Sole-Anlage und ein Sport- und Gesundheitszentrum des Essener Sportbundes. Der Gesundheitspark betreibt auch den am Park liegenden Wohnmobilstellplatz.
Seit 2012 besteht im südlichen Parkbereich die integrative Einrichtung „Kinderburg“, die von einem gemeinnütziger Verein der freien Jugendhilfe als außerschulischer Lernort betrieben wird – im Umfeld entstanden „Essbare Gärten“ sowie 2017 ein Demenz- bzw. Sinnesgarten auf einem Hektar Land.